# 協約
協約（きょうやく）は、おもに団体間もしくは個人と団体などの間で法的拘束力を持つことを意図して取り交わされる、契約に類する決めごとである。両当事者の滞在国が同じで、協約に定められる条件等が、その国の法律・省令・政令に反するものであった場合、その部分は無効となり法律・省令・政令の内容が適用される。 

## 概要
国家間の場合は条約とされ、類似の性質をもつ。
例としては、労働組合と使用者の間で交わされる労働協約、プロ野球の選手契約などについて定めた日本プロフェッショナル野球協約、歴史上の国家間のものでは日露協約などがある。
両当事者の署名または記名押印が必要。
ローマ教皇と国家首長との間に締結されるコンコルダート(政教条約)の訳語でもある。